# Applesoft BASIC
Applesoft BASIC是BASIC程式語言的方言之一，分支自Microsoft BASIC，由Marc McDonald與Ric Weiland開發，在Apple II系列電腦上運行。Applesoft BASIC的第一個版本在1977年釋出，它没有高解析度圖形的支援。Applesoft II在1978年推出，語法與第一代有些不同，但已支援Apple II的高解析度模式。